# گری بیکوک
گری بیکوک (انگلیسی: Gary Beacock؛ زادهٔ ۲۲ ژانویهٔ ۱۹۶۰) بازیکن فوتبال اهل بریتانیا است.
از باشگاه‌هایی که در آن بازی کرده‌است می‌توان به باشگاه فوتبال هرفورد یونایتد و باشگاه فوتبال چلتنهام تاون اشاره کرد.